# Cengia Martini
Cengia Martini (česky Martiniho římsa) je skalní římsa ve stěně hory Kleine Lagazuoi tyčící se v pohoří Fanes nad průsmyky Valparola a Falzarego.

## Historie
Během Horské války 1915–1918 procházela frontová linie bojů mezi Rakousko-Rakousko-Uherskem a Italským královstvím mezi Sasso di Stria a Kleine Lagazuoi a protínala oblast průsmyku Falzarego. Zde se obě válečné strany střetly v těsné blízkosti. Italské pokusy o útok průsmykem končily krvavými ztrátami v křížové palbě obránců z vyvýšených pozic na obou křídlech.
Cengia Martini byla nejdůležitějším stanovištěm v tomto úseku fronty. Zatímco Rakousko-Uhersko obsadilo vrchol Lagazuoi, dvě čety italských horských myslivců (Alpinů) obsadily mezi 18. a 19. říjnem 1915 skalní římsu v polovině stěny Kleine Lagazuoi. 
Obsazení předcházely četné noční průzkumy na místě, ve velmi drsném a obtížném skalnatém terénu, v bezprostřední blízkosti rakouských pozic. Pod velením majora Ettore Martiniho se tak Alpinům podařilo obsadit Punta Berrino, skalnatý výběžek, který se vypíná východně od Anticimy, a obsadit a udržet výběžek, který protíná jižní stěnu Kleine Lagazuoi od západu k východu. 
Tato skalní římsa se ukázala jako výhodná pozice pro údery na rakousko-uherské stanoviště Vonbank bránící průsmyk Valparolapass, protože umožňovalo Italům zasáhnout zákopy v průsmyku shora. 
Rakušané se marně snažili vyhnat Italy z Martiniho římsy, která byla mezitím opevněna. Vojáci byli ubytováni v chatrčích, které se opíraly o skálu a mohly poskytnout útočiště celkem 140 mužům. Postupem času byla Cengia Martini vybavena chodbami, kuchyní, jídelnou, skladištěm, telefonem, telegrafní stanicí, šatnou, kovárnou, truhlárnou. 
Byl také vykopán tunel, který umožňoval přístup na římsu ze základny Punta Berrino a chránil nosiče před dělostřelectvem na Sasso di Stria. Další tunel, známý jako tunel Amfiteátr, měl vycházet nad rakouskými zákopy na západní straně římsy, aby na ně bylo možné zaútočit shora, ale zůstal nedokončený. 
Kolem Martiniho římsy zuřily boje po tři roky. Většina rakousko-uherského úsilí na této frontě se soustředila na snahu zahnat Italy od Cengia Martini, na hoře byly odpáleny 4 miny, které vytvořily rozsáhlé suťoviska, která je možné dosud vidět na úpatí Lagazuoi. 
Boje ukončil až italský ústup v listopadu 1917.

## Současnost
V současnosti je možné si díky rozsáhlým restaurátorským pracím navštívit také historické pozůstatky Cengia Martini, které jsou součástí rozsáhlého muzea Velké války pod širým nebem na Lagazuoi. 
Galerii i římsu, lze navštívit buď výstupem z průsmyku Falzarego nebo sestupem od horní stanice lanovky u  chaty Lagazuoi. Trasa má několik míst vybavených zábradlím, ale je jednoduchá a velmi oblíbená. Přilba a svítilna jsou nepostradatelné. Od spodního vchodu do galerie Anticima vede cesta, která se dostává na římsu, protože spojovací galerie se částečně zřítila. Na římse si můžete prohlédnout zbytky přístřešků, kasáren, chodníků, schodů a cementových základů kuchyní a ochozu amfiteátru. Cesta na Cengia Martini je exponovaná a vhodná pouze pro zkušené turisty s odpovídajícím vybavením. 
Při cestě lanovkou na Lagazuoi jsou po pravé straně dobře viditelná zrekonstruovaná kasárna italských důstojníků.